# Nyamushanga (vattendrag i Kayanza)
Nyamushanga är ett vattendrag i Burundi.   Det ligger i provinsen Kayanza, i den centrala delen av landet, 50 km nordost om huvudstaden Bujumbura.
Omgivningarna runt Nyamushanga är en mosaik av jordbruksmark och naturlig växtlighet. Runt Nyamushanga är det tätbefolkat, med 297 invånare per kvadratkilometer.